# Basket-ball aux Jeux olympiques d'été de 1980
Navigation
Montréal 1976 Los Angeles 1984
Le basket-ball fait sa dixième apparition au programme olympique aux Jeux olympiques d'été de 1980 à Moscou.

## Médaillés

### Hommes

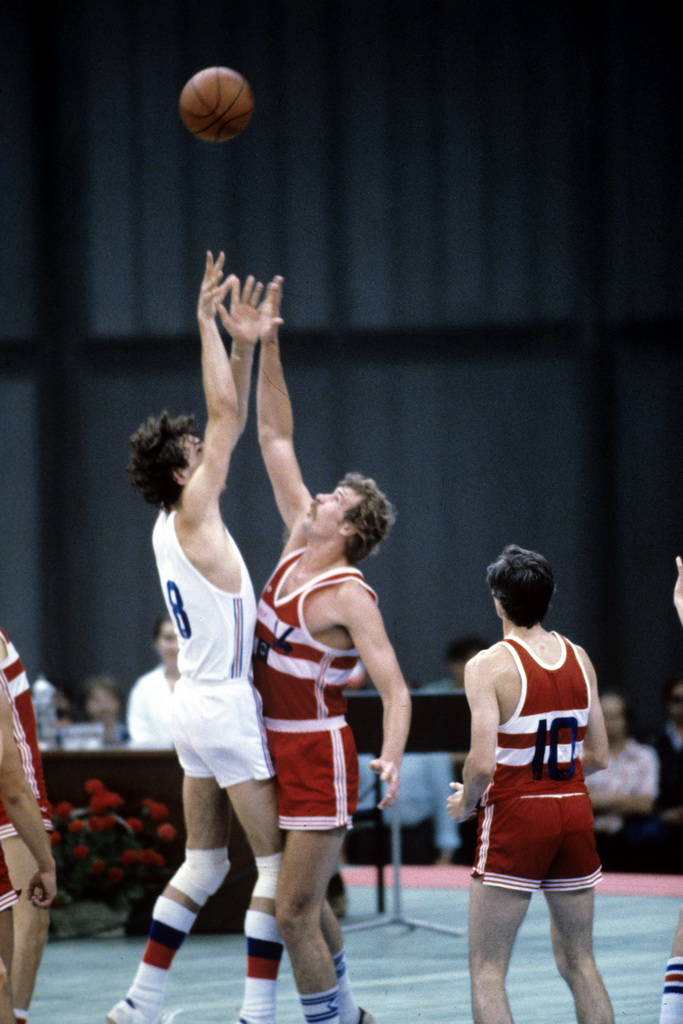
Match URSS-Tchécoslovaquie

| Or | Argent | Bronze |
| Yougoslavie Andro Knego Dragan Kićanović Rajko Žižić Mihovil Nakić Željko Jerkov Branko Skroče Zoran Slavnić Krešimir Ćosić Ratko Radovanović Duje Krstulović Dražen Dalipagić Mirza Delibašić | Italie Romeo Sacchetti Roberto Brunamonti Michael Sylvester Enrico Gilardi Fabrizio Della Fiori Marco Solfrini Marco Bonamico Dino Meneghin Renato Villalta Renzo Vecchiato Pierluigi Marzorati Pietro Generali | URSS Stanislav Eremin Valeri Miloserdov Sergei Tarakanov Aleksandr Salnikov Andrei Lopatov Nikolai Derugin Sergei Belov Vladimir Tkatchenko Anatoli Mychkine Sergėjus Jovaiša Aleksandr Belostenny Vladimir Jigily |

### Femmes
| Or | Argent | Bronze |
| URSS Olga Barysheva Tatyana Ivinskaya Nelli Feryabnikova Vida Beselienė Tatiana Ovetchkina Angelė Rupšienė Lyubov Sharmay Uļjana Semjonova Tetyana Nadyrova Olga Soukharnova Nadezhda Shuvayeva Lyudmila Rogozhina | Bulgarie Krasimira Bogdanova Vanya Dermendzhieva Silviya Germanova Petkana Makaveeva Nadka Golcheva Penka Stoyanova Evladia Slavtcheva Kostadinka Radkova Snezhana Mikhaylova Angelina Mikhaylova Penka Metodieva Diana Dilova | Yougoslavie Vera Đurašković Mersada Bećirspahić Jelica Komnenović Mira Bjedov Vukica Mitić Sanja Ožegović Sofija Pekić Marija Tonković Zorica Đurković Vesna Despotović Biljana Majstorović Jasmina Perazić |

## Hommes

### Premier tour
Les deux premiers de chaque groupe sont qualifiés pour le tournoi final, les deux derniers sont qualifiés pour le tournoi de classement.

#### Groupe A
| Rang | Équipe          | Pts | J | G | P | Pp  | Pc  | Diff |  | Résultats (dom.\ext.) |        |        |        |        |
| ---- | --------------- | --- | - | - | - | --- | --- | ---- |  | --------------------- | ------ | ------ | ------ | ------ |
| 1    | URSS            | 6   | 3 | 3 | 0 | 321 | 235 | 86   |  | URSS                  |        | 101-88 | 99-82  | 121-65 |
| 2    | Brésil          | 5   | 3 | 2 | 1 | 297 | 235 | 62   |  | Brésil                | 88-101 |        | 72-70  | 137-64 |
| 3    | Tchécoslovaquie | 4   | 3 | 1 | 2 | 285 | 236 | 49   |  | Tchécoslovaquie       | 82-99  | 70-72  |        | 133-65 |
| 4    | Inde            | 3   | 3 | 0 | 3 | 194 | 391 | -197 |  | Inde                  | 65-121 | 64-137 | 65-133 |        |

#### Groupe B
| Rang | Équipe      | Pts | J | G | P | Pp  | Pc  | Diff |  | Résultats (dom.\ext.) |        |        |        |        |
| ---- | ----------- | --- | - | - | - | --- | --- | ---- |  | --------------------- | ------ | ------ | ------ | ------ |
| 1    | Yougoslavie | 6   | 3 | 3 | 0 | 328 | 249 | 79   |  | Yougoslavie           |        | 95-91  | 129-91 | 104-67 |
| 2    | Espagne     | 5   | 3 | 2 | 1 | 289 | 241 | 48   |  | Espagne               | 91-95  |        | 104-81 | 94-65  |
| 3    | Pologne     | 4   | 3 | 1 | 2 | 256 | 297 | -41  |  | Pologne               | 91-129 | 81-104 |        | 84-64  |
| 4    | Sénégal     | 3   | 3 | 0 | 3 | 196 | 282 | -86  |  | Sénégal               | 67-104 | 65-94  | 64-84  |        |

#### Groupe C
| Rang | Équipe    | Pts | J | G | P | Pp  | Pc  | Diff |  | Résultats (dom.\ext.) |       |       |       |       |
| ---- | --------- | --- | - | - | - | --- | --- | ---- |  | --------------------- | ----- | ----- | ----- | ----- |
| 1    | Italie    | 5   | 3 | 2 | 1 | 248 | 233 | 15   |  | Italie                |       | 79-72 | 77-84 | 92-77 |
| 2    | Cuba      | 5   | 3 | 2 | 1 | 226 | 214 | 12   |  | Cuba                  | 72-79 |       | 83-76 | 71-59 |
| 3    | Australie | 5   | 3 | 2 | 1 | 224 | 215 | 9    |  | Australie             | 84-77 | 76-83 |       | 64-55 |
| 4    | Suède     | 3   | 3 | 0 | 3 | 191 | 227 | -36  |  | Suède                 | 77-92 | 59-71 | 55-64 |       |

### Groupe de classement
Chaque équipe conserve dans le classement le résultat de son match contre la seconde nation éliminée de son groupe initial.
| Rang | Équipe          | Pts | J | G | P | Pp  | Pc  | Diff |  | Résultats (dom.\ext.) |        |        |        |        |       |        |
| ---- | --------------- | --- | - | - | - | --- | --- | ---- |  | --------------------- | ------ | ------ | ------ | ------ | ----- | ------ |
| 1    | Pologne         | 9   | 5 | 4 | 1 | 453 | 359 | 94   |  | Pologne               |        | 101-74 | 88-84  | 67-70  | 84-64 | 113-67 |
| 2    | Australie       | 9   | 5 | 4 | 1 | 417 | 381 | 36   |  | Australie             | 74-101 |        | 91-86  | 64-55  | 95-64 | 93-75  |
| 3    | Tchécoslovaquie | 8   | 5 | 3 | 2 | 474 | 377 | 97   |  | Tchécoslovaquie       | 84-88  | 86-91  |        | 83-61  | 88-72 | 133-65 |
| 4    | Suède           | 8   | 5 | 3 | 2 | 375 | 341 | 34   |  | Suède                 | 70-67  | 55-64  | 61-83  |        | 70-64 | 119-63 |
| 5    | Sénégal         | 6   | 5 | 1 | 4 | 345 | 396 | -51  |  | Sénégal               | 64-84  | 64-95  | 72-88  | 64-70  |       | 81-59  |
| 6    | Inde            | 5   | 5 | 0 | 5 | 329 | 539 | -210 |  | Inde                  | 67-113 | 75-93  | 65-133 | 63-119 | 59-81 |        |

### Phase finale

#### Groupe final
Chaque équipe conserve dans le classement le résultat de son match contre la seconde nation qualifiée de son groupe initial. Les deux premières équipes de ce groupe sont qualifiées pour le match pour la médaille d'or. Les équipes classées 3e et 4e s'affrontent pour la médaille de bronze.
| Rang | Équipe      | Pts | J | G | P | Pp  | Pc  | Diff |  | Résultats (dom.\ext.) |        |        |         |         |        |        |
| ---- | ----------- | --- | - | - | - | --- | --- | ---- |  | --------------------- | ------ | ------ | ------- | ------- | ------ | ------ |
| 1    | Yougoslavie | 10  | 5 | 5 | 0 | 506 | 442 | 64   |  | Yougoslavie           |        | 102-81 | 101-91  | 95-91   | 96-95  | 112-84 |
| 2    | Italie      | 8   | 5 | 3 | 2 | 419 | 438 | -19  |  | Italie                | 81-102 |        | 87-85   | 95-89   | 77-90  | 79-72  |
| 3    | URSS        | 8   | 5 | 3 | 2 | 505 | 468 | 37   |  | URSS                  | 91-101 | 85-87  |         | 119-102 | 101-88 | 109-90 |
| 4    | Espagne     | 7   | 5 | 2 | 3 | 488 | 485 | 3    |  | Espagne               | 91-95  | 89-95  | 102-119 |         | 110-81 | 96-95  |
| 5    | Brésil      | 7   | 5 | 2 | 3 | 448 | 477 | -29  |  | Brésil                | 95-96  | 90-77  | 88-101  | 81-110  |        | 94-93  |
| 6    | Cuba        | 5   | 5 | 0 | 5 | 434 | 490 | -56  |  | Cuba                  | 84-112 | 72-79  | 90-109  | 95-96   | 93-94  |        |

#### Match pour la3eplace
- URSS 117 -  Espagne 94

#### Match pour la médaille d'or
- Yougoslavie 86 -  Italie 77

### Classement final
1. Yougoslavie
2. Italie
3. URSS
4. Espagne
5. Brésil
6. Cuba
7. Pologne
8. Australie
9. Tchécoslovaquie
10. Suède
11. Sénégal
12. Inde

## Femmes
La compétition concerne six équipes, qui s'oppose sous la forme d'un round-robin, tournoi disputé sous forme de poule. Les deux premiers de ce classement se dispute ensuite la médaille d'or, les deux équipes suivantes se disputant la médaille de bronze

### Premier tour
| Rang | Équipe           | Pts | J | G | P | Pp  | Pc  | Diff |  | Résultats (dom.\ext.) |        |        |       |        |       |        |
| ---- | ---------------- | --- | - | - | - | --- | --- | ---- |  | --------------------- | ------ | ------ | ----- | ------ | ----- | ------ |
| 1    | Union soviétique | 10  | 5 | 5 | 0 | 553 | 316 | 237  |  | Union soviétique      |        | 122-83 | 97-62 | 120-62 | 95-56 | 119-53 |
| 2    | Bulgarie         | 9   | 5 | 4 | 1 | 440 | 405 | 35   |  | Bulgarie              | 83-122 |        | 81-79 | 90-75  | 84-64 | 102-65 |
| 3    | Yougoslavie      | 8   | 5 | 3 | 2 | 356 | 364 | -8   |  | Yougoslavie           | 62-97  | 79-81  |       | 61-48  | 85-81 | 69-57  |
| 4    | Hongrie          | 7   | 5 | 2 | 3 | 344 | 407 | -63  |  | Hongrie               | 62-120 | 75-90  | 48-61 |        | 76-66 | 83-70  |
| 5    | Cuba             | 6   | 5 | 1 | 4 | 346 | 403 | -57  |  | Cuba                  | 56-95  | 64-84  | 81-85 | 66-76  |       | 79-63  |
| 6    | Italie           | 5   | 5 | 0 | 5 | 308 | 452 | -144 |  | Italie                | 53-119 | 65-102 | 57-69 | 70-83  | 63-79 |        |

### Classement final
1. Union soviétique
2. Bulgarie
3. Yougoslavie
4. Hongrie
5. Cuba
6. Italie